# Jean-Claude Bourgueil
Jean-Claude Bourgueil (* 1 de mayo de 1947 en Sainte-Maure-de-Touraine) es un cocinero francés que posee dos estrellas Michelin. Es un cocinero que posee amplia experiencia en la cocina alemana, habiendo trabajado en el restaurante Horcher de Madrid.

## Literatura
- Jean-Claude Bourgueil, Thomas Ruhl (2006). Die Philosophie der großen Küche. Köln: Fackelträger Verlag. ISBN 978-3-7716-4336-2.

- Jean-Claude Bourgueil, Thomas Ruhl (2007). Typisch Deutsch – Neues aus der klassischen regionalen Küche. Köln: Fackelträger Verlag. ISBN 978-3-7716-4338-6.